# إيفان ماتيو لومباردو
إيفان ماتيو لومباردو (بالإيطالية: Ivan Matteo Lombardo)‏ هو سياسي إيطالي، ولد في 22 مايو 1902 في ميلانو في إيطاليا، وتوفي في 6 فبراير 1980 في روما في إيطاليا. حزبياً، نشط في الحزب الاشتراكي الإيطالي.

## مناصب
- انتخب member of the Constituent Assembly of Italy  [لغات أخرى]‏.
- انتخب وزير التجارة الخارجية ‏ (27 يناير 1950 – 4 أبريل 1951).
- انتخب وزير التنمية الاقتصادية ‏ (24 مايو 1948 – 7 نوفمبر 1949).
- انتخب عضو مجلس النواب في الجمهورية الإيطالية.

## روابط خارجية
- إيفان ماتيو لومباردو على موقع مونزينجر (الألمانية)